# Caius Matius
Ne doit pas être confondu avec Cnaeus Matius.
Caius Matius (fl.  Ier siècle av. J.-C.) est un chevalier romain, littérateur éclairé (homo litteratus), ami de Jules César et un des correspondants de Cicéron, ce dernier le qualifiant de « plus aimable et plus savant des hommes ».

## Biographie

### Ami de César
Appartenant à l'ordre équestre, Caius Matius ne se lance pas dans une carrière politique de premier plan mais demeure proche de Jules César puis d'Auguste auprès duquel il joue un rôle de conseiller. Il semble partager avec César un intérêt particulier pour la littérature. Selon Quintilien, le rhéteur Apollodore de Pergame lui aurait même dédié un traité de rhétorique,. Malgré les fonctions diplomatiques qu'il occupe pour le compte de César et son influence auprès du dictateur concernant l'organisation des affaires de l'État, Caius Matius n'a jamais brigué les honneurs et préfère se retirer de la vie politique pour se consacrer à la rédaction d'un ouvrage gastronomique.

### Correspondance avec Cicéron
Cicéron cite à plusieurs reprises Caius Matius dans ses lettres, ce dernier jouant le rôle d'intermédiaire entre Cicéron et César. Caius Matius est aussi un des correspondants de l'orateur.
On conserve un échange de deux lettres entre Cicéron et Caius Matius, correspondant aux lettres 27 et 28 du livre XI des Lettres familières. La première lettre est écrite par Cicéron à Tusculum le 28 mai 43 av. J.-C. alors qu'il a appris que Caius Matius regrette d'avoir été la cible de critiques pour son soutien indéfectible à César. La seconde est la réponse que Caius Matius écrit à Rome le 31 mai. Dans sa lettre, devinant le bouleversement sincère de son correspondant, Cicéron choisit ses mots avec précaution. Il souligne la vieille amitié qui les unit mais défend son point de vue et précise clairement qu'il considère César comme un despote.

« Autant que ma mémoire peut remonter dans le passé, je ne trouve personne avec qui je sois plus anciennement lié qu'avec toi ; j'ai plusieurs amis qui datent d'aussi loin, mais aucun qui me soit aussi cher »

— Cicéron, Lettres familières, XI, 27.
Cicéron raconte ensuite comment Caius Matius, qu'il surnomme « le Chauve » (Calvena), n'a jamais renoncé à son amitié pour César du début à la fin de la guerre civile entre César et Pompée et combien lui-même et les siens lui sont redevables de ses interventions. Selon Cicéron, ce serait même Caius Matius qui l'aurait incité à écrire ses dialogues philosophiques.

« Ce fut même alors, si tu t'en rappelles, que tu m'engageas à composer mes ouvrages philosophiques. »

— Cicéron, Lettres familières, XI, 27.
Dans sa réponse, Caius Matius partage ses sentiments avec une émotion qui peut encore toucher le lecteur moderne. Il regrette le fait que Cicéron et d'autres lui ont reproché d'avoir déploré la mort de César mais soutient que sa fidélité au dictateur relevait de l'amitié personnelle et qu'il ne lui a jamais demandé de faveurs en échange de ses services.

« On m'a fait un crime d'avoir gémi de cette fin tragique. [...] Dans nos guerres civiles, je ne me suis pas attaché au parti de César, j'ai servi l'ami, bien qu'à contrecœur, et je ne déserte pas sa cause. »

— Cicéron, Lettres familières, XI, 28.
Il signale dans cette même lettre qu'il a présidé les Ludi Victoriæ Cæsaris donnés par l'héritier Octavien et qui se sont déroulés du 20 au 30 juillet 44 av. J.-C. Il se présente comme un homme déjà âgé.

« Si mes vœux s'accomplissent, je me retirerai à Rhodes pour y passer dans la retraite le peu qu'il m'est donné de vivre encore. »

— Cicéron, Lettres familières, XI, 28.

## Œuvre
Columelle signale que Caius Matius est l'auteur d'un traité d'économie domestique probablement très documenté sur la cuisine urbaine et sophistiquée qu'il aurait rédigé durant sa retraite studieuse sur l'île de Rhodes. Il est divisé en trois volumes : le premier livre s'intitule cocus (« le cuisinier »), le deuxième cetarius (« le poissonnier ») et le troisième salgamarius (« le fabricant de conserves ») (tres libros edidit quos inscripsit nominibus Coqui et Cetarii et Salmagarii),.

« [Caius Matius est de ces hommes qui] quand après les guerres ils ont eu quelques loisirs n'ont pas dédaigné d'apporter une contribution à la nourriture des hommes, en prenant soin de former par leurs préceptes d'habiles boulangers, des cuisiniers et même des économes. [...] Je n'ignore pas que je n'ai pas mentionné dans ce livre beaucoup de choses que Caius Matius a traitées avec un très grand soin : il avait pour but de pourvoir les tables des villes et les festins splendides. Il a publié trois ouvrages qu'il a intitulés Le Cuisinier, Le Poissonnier et Le Préparateur de salaisons. Quant à nous, il nous suffit de parler de choses qui, en raison de leur facile exécution et du peu de dépense qu'elles occasionnent, peuvent convenir à la simplicité de la campagne. »

— Columelle, Res rustica, XII